# Josef Stimpfle
Josef Stimpfle (ur. 25 marca 1916 w Maihingen  – zm. 12 września 1996 w Augsburgu) – niemiecki duchowny rzymskokatolicki, w latach 1963-1992 biskup Augsburga. Jeden z ojców soborowych Soboru watykańskiego II. 

## Życiorys
Święcenia kapłańskie przyjął 28 lutego 1946 i został inkardynowany do diecezji augsburskiej. 10 września 1963 papież Paweł VI mianował go ordynariuszem tej diecezji. Sakrę przyjął 26 października 1963 z rąk kardynała Juliusa Döpfnera. Sprawował posługę biskupią do 30 marca 1992, kiedy to papież Jan Paweł II przyjął jego rezygnację złożoną ze względu na osiągnięcie wieku emerytalnego i jednocześnie mianował go arcybiskupem ad personam. Przez ostatnie cztery lata życia abp Stimpfle pozostawał w swojej macierzystej diecezji jako biskup senior.